# Тарасівка (Чечельницька селищна громада)
Тара́сівка — село в Україні, у Чечельницькій селищній громаді Гайсинського району Вінницької області.

## Населення

### Мова
Розподіл населення за рідною мовою за даними перепису 2001 року:
| Мова       | Кількість | Відсоток |
| ---------- | --------- | -------- |
| українська | 27        | 84.38%   |
| російська  | 5         | 15.62%   |
| Усього     | 32        | 100%     |

## Історія
12 червня 2020 року, відповідно розпорядження Кабінету Міністрів України № 707-р «Про визначення адміністративних центрів та затвердження територій територіальних громад Вінницької області», село увійшло до складу Чечельницької селищної громади.
19 липня 2020 року, в результаті адміністративно-територіальної реформи і ліквідації Чечельницького району, село увійшло до складу Гайсинського району.